# Cearadactylus
Cearadactylus — вимерлий рід птерозаврів родини Anhangueridae. Жив на території Бразилії, ймовірно, за апту-альбу (рання крейда). Доволі крупний птерозавр, розмах крил бл. 4 метрів.

## Історія
Котловина Араріпе відома своїми скам‘янілостями, що мають ранньокрейдовий вік. Спершу тетраподи майже не зустрічались, і хребетних було представлено переважно рибами; це змінилося 1971 року з відкриттям перших решток птерозавра в котловині — фрагментарного правого крила описаного як Araripesaurus castilhoi Price, 1971. Відтоді це місцезнаходження стало одним із провідних джерел матеріалу птерозаврів світу. Ceaeadactylus atrox був ранньою знахідкою, вперше згаданий у 1983 році й формально описаний 1985-го. Це був п‘ятий птерозавр знайдений у котловині, та другий відомий із краніального матеріалу. Голотип являє собою фрагментарний череп із нижньою щелепою. Жодного іншого зразка C. atrox ідентифіковано наразі не було. Родову назву утворено від «палець» і назви штату Сеара, видовий епітет латиною означає «жорстокий» і відсилає до хижацького способу життя тварини.

## Опис

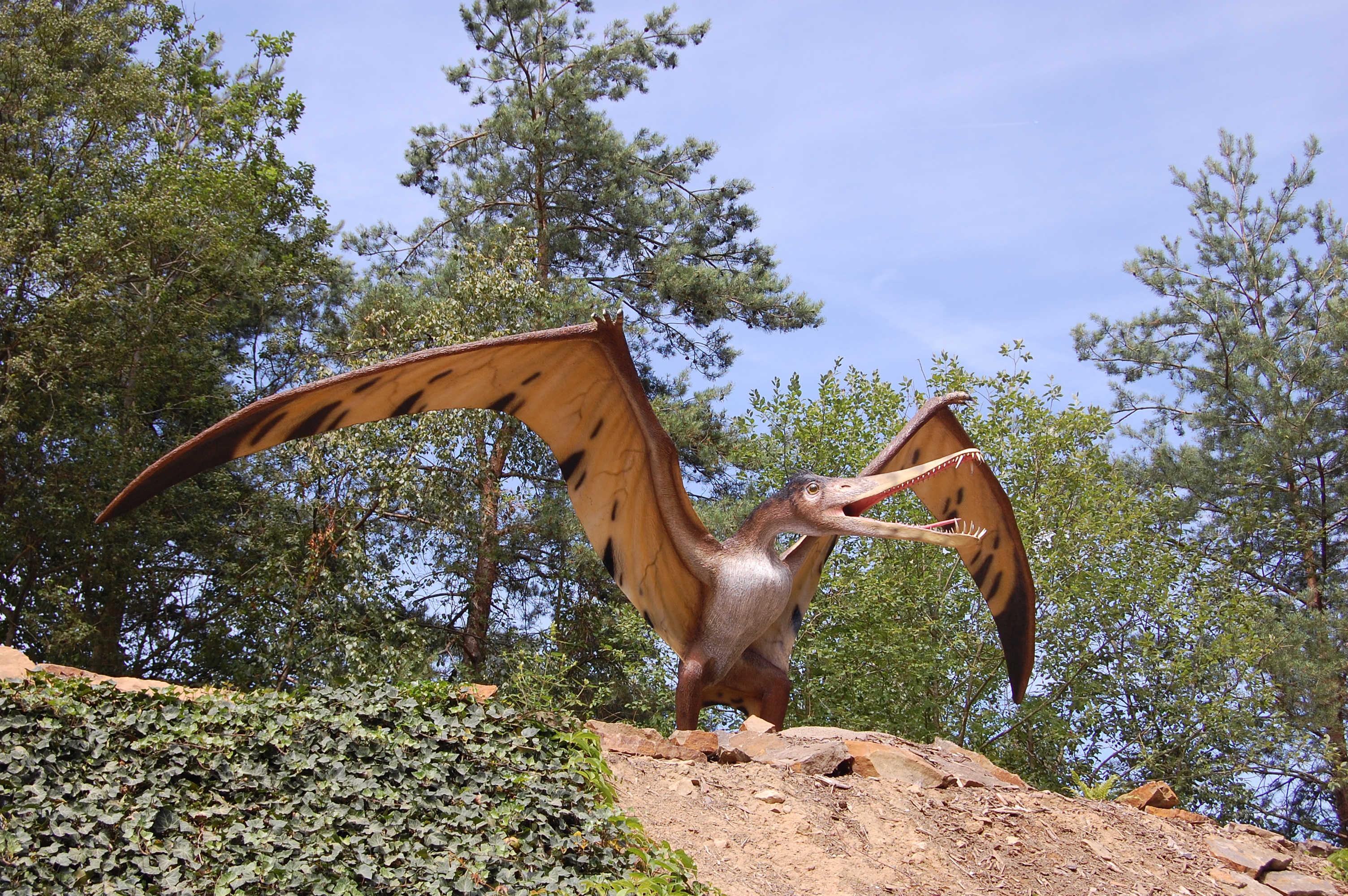
Модель

Остаточно вилучивши голотип із породи Vila Nova, Sayão, Neumann і Kellner змогли провести детальний опис і перегляд морфології сеарадактиля. Вони дійшли висновку, що у зразка (що складався з двох уламків, як трапляється з рештками птерозаврів з того місцезнаходження, що їх зазвичай видобувають місцеві жителі, для цього типово розбиваючи брили й склеюючи ті, що містять скам‘янілості, так що навіть визначити, чи всі елементи того, чи іншого зразка належать до однієї особини буває проблематично) кінчики щелеп було перевернуто відносно решти черепа, так що передщелепну кістку було сполучено з зубною, а кінчик зубної приклеєно до верхньої щелепи. Це робило необхідним перегляд характеристик, що мають відношення до цього регіону, які раніше згадувалися в літературі. Зокрема, вони дійшли висновку про те, що передщелепна сеарадактиля ширша за кінець нижньої щелепи, а не навпаки, як вважалось раніше, а передщелепний гребінь наявний (нехай нижньощелепний справді відсутній). Крім того, зуби штучно подовжили, що повпливало на попередні інтерпретації їхньої морфології. Діагностичні характеристики C. atrox такі: нижньощелепна борозна, що простягається до кінця щелепи й роздвоюється спереду; задня й нижня стінки назоанторбітального отвору утворюють прямий кут; очна ямка й ніздря розташовуються над рівнем середини анторбітального отвору; порівняно невелика кількість зубів (16—18 щелепних, 11—13 нижньощелепних із кожного боку); зуби зменшуються від переднього до заднього кінця зубного ряду.

## Класифікація
Леонарді й Боргоманеро (1983) ідентифікували сеарадактиля як орнітохейрида, однак у формальному описі визнали його родинну приналежність невизначеною. Пізніше, на початку 1990-х, введено Cearadactylidae, що не було підтримано в більшості пізніших досліджень. Унвін (2002) відніс рід до Ctenochasmatidae. Кельнер і Томіда (2000) знову віднесли C. atrox до Pteranodontoidea, цього разу спорідненим із Anhangueridae. Впродовж 2010-х більшість дослідників погоджувалися з цим, визнаючи його чи аньянгуеридом/орнітохейридом, чи спорідненим таксоном.
Кладограма, заснована на результатах отриманих Holgado & Pêgas (2020):
|  | Siroccopteryx |
|  |               |
|  | Tropeognathus |
|  |               |

|  | Mythunga   |
|  |            |
|  | Ferrodraco |
|  |            |

|  | Siroccopteryx |
|  |               |
|  | Tropeognathus |
|  |               |

|  | Mythunga   |
|  |            |
|  | Ferrodraco |
|  |            |

|  | Coloborhynchus                                                  |
|  |                                                                 |
|  | \| \| Nicorhynchus \| \| \| \| \| \| Uktenadactylus \| \| \| \| |
|  |                                                                 |
|  | Nicorhynchus                                                    |
|  |                                                                 |
|  | Uktenadactylus                                                  |
|  |                                                                 |

|  | Nicorhynchus   |
|  |                |
|  | Uktenadactylus |
|  |                |

|  | Coloborhynchus                                                  |
|  |                                                                 |
|  | \| \| Nicorhynchus \| \| \| \| \| \| Uktenadactylus \| \| \| \| |
|  |                                                                 |
|  | Nicorhynchus                                                    |
|  |                                                                 |
|  | Uktenadactylus                                                  |
|  |                                                                 |

|  | Nicorhynchus   |
|  |                |
|  | Uktenadactylus |
|  |                |

|  | Caulkicephalus |
|  |                |
|  | Guidraco       |
|  |                |
|  | Ludodactylus   |
|  |                |

|  | Liaoningopterus                                                 |
|  |                                                                 |
|  | \| \| Cearadactylus \| \| \| \| \| \| Maaradactylus \| \| \| \| |
|  |                                                                 |
|  | Anhanguera                                                      |
|  |                                                                 |
|  | Cearadactylus                                                   |
|  |                                                                 |
|  | Maaradactylus                                                   |
|  |                                                                 |

|  | Cearadactylus |
|  |               |
|  | Maaradactylus |
|  |               |

|  | Caulkicephalus |
|  |                |
|  | Guidraco       |
|  |                |
|  | Ludodactylus   |
|  |                |

|  | Liaoningopterus                                                 |
|  |                                                                 |
|  | \| \| Cearadactylus \| \| \| \| \| \| Maaradactylus \| \| \| \| |
|  |                                                                 |
|  | Anhanguera                                                      |
|  |                                                                 |
|  | Cearadactylus                                                   |
|  |                                                                 |
|  | Maaradactylus                                                   |
|  |                                                                 |

|  | Cearadactylus |
|  |               |
|  | Maaradactylus |
|  |               |

|  | Siroccopteryx |
|  |               |
|  | Tropeognathus |
|  |               |

|  | Mythunga   |
|  |            |
|  | Ferrodraco |
|  |            |

|  | Siroccopteryx |
|  |               |
|  | Tropeognathus |
|  |               |

|  | Mythunga   |
|  |            |
|  | Ferrodraco |
|  |            |

|  | Coloborhynchus                                                  |
|  |                                                                 |
|  | \| \| Nicorhynchus \| \| \| \| \| \| Uktenadactylus \| \| \| \| |
|  |                                                                 |
|  | Nicorhynchus                                                    |
|  |                                                                 |
|  | Uktenadactylus                                                  |
|  |                                                                 |

|  | Nicorhynchus   |
|  |                |
|  | Uktenadactylus |
|  |                |

|  | Coloborhynchus                                                  |
|  |                                                                 |
|  | \| \| Nicorhynchus \| \| \| \| \| \| Uktenadactylus \| \| \| \| |
|  |                                                                 |
|  | Nicorhynchus                                                    |
|  |                                                                 |
|  | Uktenadactylus                                                  |
|  |                                                                 |

|  | Nicorhynchus   |
|  |                |
|  | Uktenadactylus |
|  |                |

|  | Caulkicephalus |
|  |                |
|  | Guidraco       |
|  |                |
|  | Ludodactylus   |
|  |                |

|  | Liaoningopterus                                                 |
|  |                                                                 |
|  | \| \| Cearadactylus \| \| \| \| \| \| Maaradactylus \| \| \| \| |
|  |                                                                 |
|  | Anhanguera                                                      |
|  |                                                                 |
|  | Cearadactylus                                                   |
|  |                                                                 |
|  | Maaradactylus                                                   |
|  |                                                                 |

|  | Cearadactylus |
|  |               |
|  | Maaradactylus |
|  |               |

|  | Caulkicephalus |
|  |                |
|  | Guidraco       |
|  |                |
|  | Ludodactylus   |
|  |                |

|  | Liaoningopterus                                                 |
|  |                                                                 |
|  | \| \| Cearadactylus \| \| \| \| \| \| Maaradactylus \| \| \| \| |
|  |                                                                 |
|  | Anhanguera                                                      |
|  |                                                                 |
|  | Cearadactylus                                                   |
|  |                                                                 |
|  | Maaradactylus                                                   |
|  |                                                                 |

|  | Cearadactylus |
|  |               |
|  | Maaradactylus |
|  |               |

## Cearadactylus? ligabuei
1988 Kellner дослідив череп птерозавра вивчаючи колекції Centro Studi Ricerche Ligabue і Museo Civico di Storia Naturale di Veneza щодо якого дійшов висновку, що його було склеєно з декількох шматків, встановити чиє походження від однієї особини не представлялось можливим, через що елементи було пронумеровано окремо (CL.-MCSNV/CCSRL 12692 і 12713). Тим не менше, 1993-го Dalla Vecchia описав ці рештки як новий вид, C. ligabuei, названого на честь доктора Джанкарло Ліґабуе, який запропонував попередньо (у світлі відмінностей між видами й таксономічних проблем пов‘язаних із бутністю голотипа C. atrox тоді досі частково вкритим породою) віднести до Cearadactylus, і родини Cearadactylidae. Обґрунтовано таку ідентифікацію було тим, що обидва таксони мали наступні спільні риси: альвеолярний край передньої частини щелепної кістки тонкий, залишає прогалину між щелепами при закритті; передщелепні зуби значно довші за решту; череп довгий і низький, без сагітального гребеня, шпателевидний із переднього кінця. Інші дослідники, однак, ставили віднесення C.? ligabuei до Cearadactylus під сумнів; так, Unwin (2002) вказував, що в C.? ligabuei припіднято тільки зовнішні краї щелеп, а піднебіння залишається порівняно прямим, дозволяючи контакт між кінчиками щелеп, на різницю в деталях патернів співвідношення розмірів між зубами різних позицій і на спільність морфології щелеп (витягнуті, дорсовентрально сплощені, не мають гребеня) для багатьох, а не виключно цих двох, птерозаврів. Автори переопису сеарадактиля 2014 року не визнавали C.? ligabuei видом Cearadactylus, подібно до багатьох своїх попередників.